# クラカケチョウチョウウオ

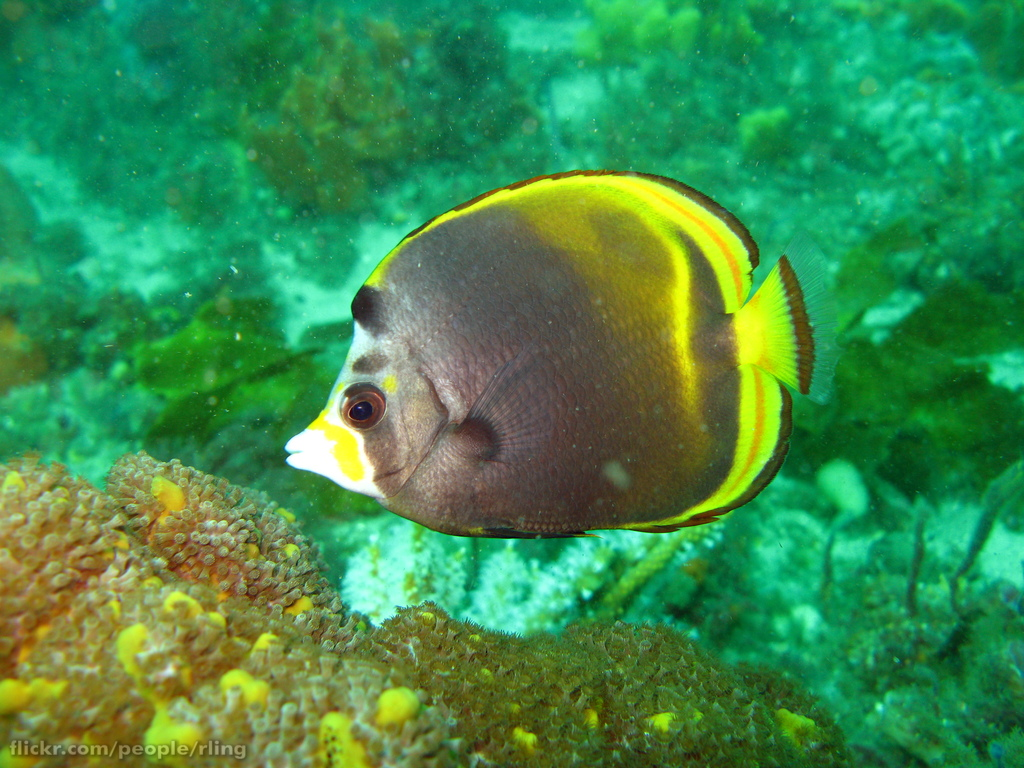
ブラック・バタフライフィッシュ

クラカケチョウチョウウオ（鞍掛蝶々魚、学名：Chaetodon adiergastos）は、スズキ目チョウチョウウオ科に分類される魚類の一種。種小名は「未完成」を意味し、本種がブラック・バタフライフィッシュの未完成版であることを表していると思われる。英名は、フィリピンのバンタヤン島でタイプ標本が採取されたことに由来する。

## 形態
- 全長15cm[2]。
- パンダの顔のように目の部分が黒い[2]。
- 白地の体色に茶色の斜線が伸びている[3]。

## 生態
雑食で、サンゴのポリプ、底性の小動物などを食べる。
水深3-20mのサンゴ礁に単独かペアで生息している。

## 分布
西部太平洋、オーストラリア北西部。日本では少ない。

## 人とのかかわり
観賞魚。チョウチョウウオ科の魚の中では飼育は容易。